# Copa de los Países Bajos 2022-23
La Copa de los Países Bajos 2022-23 o también llamada TOTO KNVB Cup por razones de patrocinio, fue la 105.ª edición del torneo. La final se jugó en el Stadion Feyenoord. El campeón obtevo un cupo para la Liga Europa de la UEFA 2023-24 desde la ronda de Play-off. Además jugó la Supercopa de los Países Bajos 2023 contra el campeón de la Eredivisie 2022-23. La competición inicio el 13 de agosto de 2022 con las rondas preliminares y finalizó el 30 de abril de 2023.
El PSV Eindhoven fue campeón nuevamente al derrotar en los penales al Ajax en la final.

## Calendario
| Ronda                    | Sorteo                   | Fechas                              |
| ------------------------ | ------------------------ | ----------------------------------- |
| Primera ronda preliminar | 19 de julio de 2022      | 13 de agosto de 2022                |
| Segunda Ronda preliminar | 16 de agosto de 2022     | 20 al 21 de septiembre de 2022      |
| Primera Ronda            | 23 de septiembre de 2022 | 18 al 20 de octubre de 2022         |
| Segunda Ronda            | 22 de octubre de 2022    | 10 al 12 de enero de 2023           |
| Octavos de final         | 14 de enero de 2023      | 7 al 9 de febrero de 2023           |
| Cuartos de final         | 11 de febrero de 2023    | 28 de febrero al 2 de marzo de 2023 |
| Semifinales              | 4 de marzo de 2023       | 4 al 6 de abril de 2023             |
| Final                    | 4 de marzo de 2023       | 30 de abril de 2023                 |

## Participantes
Los participantes son aquellos equipos que juegan las 4 primera divisiones del fútbol neerlandés, que no son filiales.  
| 1.ª División | 2.ª División | 3.ª División | 4.ª División |
| --- | --- | --- | --- |
| Ajax de Ámsterdam PSV Eindhoven Feyenoord de Róterdam FC Twente AZ Alkmaar Vitesse FC Utrecht SC Heerenveen SC Cambuur RKC Waalwijk NEC Nijmegen FC Groningen Go Ahead Eagles Sparta de Róterdam Fortuna Sittard FC Emmen FC Volendam Excelsior Rotterdam | Heracles Almelo Willem II Tilburgo PEC Zwolle FC Eindhoven ADO La Haya Roda JC NAC Breda De Graafschap VVV-Venlo FC Den Bosch Almere City FC FC Oss MVV Maastricht FC Dordrecht Telstar Helmond Sport | VV Katwijk HHC Hardenberg Koninklijke HFC Rijnsburgse Boys AFC VV Noordwijk SVV Scheveningen SV Spakenburg Excelsior Maassluis Quick Boys IJsselmeervogels SV TEC De Treffers Kozakken Boys FC Lisse OFC Oostzaan | ASWH GVVV Sparta Nijkerk Sportlust '46 DVS '33 USV Hercules ADO '20 VV Gemert HSV Hoek ACV Excelsior '31 BVV Barendrecht SteDoCo VV Staphorst Ter Leede Harkemase Boys VV DOVO VVSB VVOG OSS '20 RKSV Groene Ster VV Dongen VV UNA HSC '21 HV & CV Quick Blauw Geel '38 DEM GVV Unitas JOS Watergraafsmeer SV Urk TOGB FC Rijnvogels VV Baronie OJC Rosmalen UDI '19 RKAV Volendam |

## Rondas Preliminares

### Primera Ronda Preliminar
Para la primera fase de clasificación, de cuarta división se clasificaron los 36 equipos amateurs. De este número 24 clubes empezarán a partir de la Segunda Ronda Preliminar mientras que los 12 restantes competirán por las 6 plazas a Segunda Ronda Preliminar. Todos los partidos se jugaron el sábado 13 de agosto de 2022.
| 13 de agosto de 2022 | Staphorst | 3–0     | TOGB | Staphorst                          |  |
| 17:00 CEST           |           | Reporte |      | Estadio: Sportpark Het Noorderslag |  |

| 13 de agosto de 2022 | USV Hercules | 5–1     | Ter Leede | Utrecht                     |  |
| 17:00 CEST           |              | Reporte |           | Estadio: Sportpark Voordorp |  |

| 13 de agosto de 2022 | JOS Watergraafsmeer | 1–3     | Hoek | Ámsterdam                    |  |
| 17:00 CEST           |                     | Reporte |      | Estadio: Sportpark Drie Burg |  |

| 13 de agosto de 2022 | OJC Rosmalen | 1–2     | Sportlust '46 | Rosmalen                       |  |
| 17:00 CEST           |              | Reporte |               | Estadio: Complex Groote Wielen |  |

| 13 de agosto de 2022 | Groene Ster | 2–0     | Barendrecht | Heerlen                         |  |
| 17:00 CEST           |             | Reporte |             | Estadio: Sportpark Pronsenbroek |  |

| 13 de agosto de 2022 | ADO '20 | 4–3 (a.e.t.) | VVOG | Heemskerk                     |  |
| 19:00 CEST           |         | Reporte      |      | Estadio: Sportpark De Vlotter |  |

### Segunda Ronda Preliminar
Un total de 42 asociaciones de aficionados participaron en la Segunda Ronda de Clasificación. El sorteo lo realizó el 16 de agosto de 2022. Jesse Buitenhuis, jugador del Sparta Nijkerk , en la sede de la KNVB en Zeist reañizó el sorteo.
| 20 de septiembre de 2022 | ASWH | 1–2 | Kozakken Boys | Hendrik-Ido-Ambacht          |  |
| 20:00 CEST               |      |     |               | Estadio: Sportpark Schildman |  |

| 20 de septiembre de 2022 | De Treffers | 3–1 | Noordwijk | Groesbeek               |  |
| 20:00 CEST               |             |     |           | Estadio: Sportpark Zuid |  |

| 20 de septiembre de 2022 | IJsselmeervogels | 0–0 (5–6 p) | Hoek | Spakenburg                     |  |
| 20:00 CEST               |                  |             |      | Estadio: Sportpark De Westmaat |  |

| 20 de septiembre de 2022 | Lisse | 0–3 | DVS '33 | Lisse               |  |
| 20:00 CEST               |       |     |         | Estadio: Ter Specke |  |

| 20 de septiembre de 2022 | Quick Boys | 1–2 | Sportlust '46 | Katwijk aan Zee     |  |
| 20:00 CEST               |            |     |               | Estadio: Nieuw Zuid |  |

| 20 de septiembre de 2022 | Rijnvogels | 1–0 | ACV | Katwijk                        |  |
| 20:00 CEST               |            |     |     | Estadio: Sportpark de Kooltuin |  |

| 20 de septiembre de 2022 | Scheveningen | 1–1 (4–5 p) | Harkemase Boys | Scheveningen      |  |
| 20:00 CEST               |              |             |                | Estadio: Houtrust |  |

| 20 de septiembre de 2022 | DOVO | 0–1 | Spakenburg | Veenendaal                 |  |
| 20:00 CEST               |      |     |            | Estadio: Sportpark Panhuis |  |

| 21 de septiembre de2022 | ADO '20 | 3–0 | VVSB | Heemskerk                     |  |
| 20:00 CEST              |         |     |      | Estadio: Sportpark de Vlotter |  |

| 21 de septiembre de 2022 | AFC | 4–4 (4–5 p) | Staphorst | Ámsterdam            |  |
| 20:00 CEST               |     |             |           | Estadio: Goed Genoeg |  |

| 21 de septiembre de 2022 | Blauw Geel '38 | 4–0 | Baronie | Veghel                                    |  |
| 20:00 CEST               |                |     |         | Estadio: Prins Willem Alexander Sportpark |  |

| 21 de septiembre de 2022 | Excelsior Maassluis | 1–2 | USV Hercules | Maassluis           |  |
| 20:00 CEST               |                     |     |              | Estadio: Dijkpolder |  |

| 21 de septiembre de 2022 | Gemert | 1–2 (a.e.t.) | Urk | Gemert                        |  |
| 20:00 CEST               |        |              |     | Estadio: Sportpark Molenbroek |  |

| 21 de septiembre de 2022 | Groene Ster | 1–3 | HV & CV Quick | Heerlerheide         |  |
| 20:00 CEST               |             |     |               | Estadio: Pronsebroek |  |

| 21 de septiembre de 2022 | Unitas | 0–0 (4–5 p) | DEM | Gorinchem                     |  |
| 20:00 CEST               |        |             |     | Estadio: Sportpark Molenvliet |  |

| 21 de septiembre de 2022 | GVVV | 1–0 | Sparta Nijkerk | Veenendaal                 |  |
| 20:00 CEST               |      |     |                | Estadio: Sportpark Panhuis |  |

| 21 de septiembre de 2022 | HSC '21 | 2–2 (4–5 p) | RKAV Volendam | Haaksbergen                  |  |
| 20:00 CEST               |         |             |               | Estadio: Groot Scholtenhagen |  |

| 21 de septiembre de 2022 | OFC Oostzaan | 6–2 (a.e.t.) | UDI '19 | Oostzaan               |  |
| 20:00 CEST               |              |              |         | Estadio: Sportpark OFC |  |

| 21 de septiembre de 2022 | OSS '20 | 1–2 | Excelsior '31 | Oss                             |  |
| 20:00 CEST               |         |     |               | Estadio: Sportpark De Rusheuvel |  |

| 21 de septiembre de 2022 | SteDoCo | 1–2 | Dongen | Hoornaar                   |  |
| 20:00 CEST               |         |     |        | Estadio: Sportpark Stedoco |  |

| 21 de septiembre de 2022 | TEC | 1–0 | UNA | Tiel                      |  |
| 20:00 CEST               |     |     |     | Estadio: Sportpark De Lok |  |

## Primera Ronda
Los clubes que participaron en algún torneo europeo de clubes esta temporada (Ajax, AZ, Feyenoord, PSV y FC Twente) están exentos de esta ronda, que finalizó a fines de octubre. Las asociaciones amateur jugaron en casa contra una organización de fútbol profesional por sorteo. El sorteo en el estudio de ESPN fue realizado el 23 de septiembre de 2022 por Hans Kraay Jr. Los partidos de la primera ronda se llevaron a cabo el 18, 19 y 20 de octubre de 2022.
| 18 de octubre de 2022 | Eindhoven  | 1–0     | Willem II | Eindhoven                    |  |
| 18:45 CEST            | - Kökçü 2' | Reporte |           | Estadio: Jan Louwers Stadion |  |

| 18 de octubre de 2022 | Almere City                  | 2–0     | TOP Oss | Almere                  |  |
| 20:00 CEST            | - Poll 64' - Duijvestijn 70' | Reporte |         | Estadio: Yanmar Stadion |  |

| 18 de octubre de 2022 | Excelsior '31                  | 2–3     | ADO Den Haag                               | Rijssen                        |  |
| 20:00 CEST            | - Veldkamp 28' - Werkhoven 49' | Reporte | - 34' Bilate - 58' Sellouki - 61' Verheydt | Estadio: Sportpark De Koerbelt |  |

| 18 de octubre de 2022 | GVVV       | 1–3     | Den Bosch                                  | Veenendaal                 |  |
| 20:00 CEST            | - Spies 2' | Reporte | - 47' Van Grunsven - 70' Moller - 77' Maas | Estadio: Sportpark Panhuis |  |

| 18 de octubre de 2022 | Harkemase Boys   | 1–5     | Volendam                                                    | Harkema          |  |
| 20:00 CEST            | - Margharita 32' | Reporte | - 16' Nazih - 43' Mühren - 66', 81' El Kadiri - 76' Zeefuik | Estadio: De Bosk |  |

| 18 de octubre de 2022 | Koninklijke HFC | 0–1     | Telstar       | Haarlem                 |  |
| 20:00 CEST            |                 | Reporte | - 31' Giousis | Estadio: Spanjaardslaan |  |

| 18 de octubre de 2022 | Hoek                                | 2–4 (a.e.t.) | SC Heerenveen                          | Hoek                      |  |
| 20:00 CEST            | - Schalkwijk 6' - Impens 26' (pen.) | Reporte      | - 41' Köhlert - 49', 93', 119' Al Hajj | Estadio: Sportpark Denoek |  |

| 18 de octubre de 2022 | Rijnsburgse Boys   | 1–3     | De Graafschap                                | Rijnsburg           |  |
| 20:00 CEST            | - Van der Moot 69' | Reporte | - 39' Gravenberch - 62' Yadir - 90+2' Neghli | Estadio: Middelmors |  |

| 18 de octubre de 2022 | Urk                         | 2–0     | Staphorst | Urk               |  |
| 20:00 CEST            | - Schraal 45' - De Boer 88' | Reporte |           | Estadio: De Vormt |  |

| 18 de octubre de 2022                                                                | Roda JC                     | 2–2 (a.e.t.) (6–7 p)                                                    | Heracles Almelo            | Kerkrade                          |  |
| 21:00 CEST                                                                           | - Postema 27' - Hartjes 79' | Reporte                                                                 | - 47' Sierra - 52' Laursen | Estadio: Parkstad Limburg Stadion |  |
|                                                                                      |                             | Penaltis                                                                |                            |                                   |  |
| - Daneels - Vente - Van der Heide - Limbombe - Vossebelt - Reith - Lambrix - Hartjes |                             | - Hoogma - Bruns - Sonnenberg - Schoofs - Sierra - Rente - Bucker - Leš |                            |                                   |  |

| 19 de octubre de 2022 | Dordrecht | 0–3     | Groningen                        | Dordrecht                    |  |
| 18:45 CEST            |           | Reporte | - 42', 81' Kasanwirjo - 90' Pepi | Estadio: Matchoholic Stadion |  |

| 19 de octubre de 2022 | ADO '20    | 1–2 (a.e.t.) | Emmen                         | Heemskerk                     |  |
| 20:00 CEST            | - Glim 58' | Reporte      | - 65' Živković - 98' Toufiqui | Estadio: Sportpark De Vlotter |  |

| 19 de octubre de 2022 | De Treffers                 | 2–0     | RKC Waalwijk | Groesbeek               |  |
| 20:00 CEST            | - Vlijter 17' - Campman 67' | Reporte |              | Estadio: Sportpark Zuid |  |

| 19 de octubre de 2022 | Excelsior Rotterdam                                                  | 5–1     | MVV Maastricht | Róterdam                            |  |
| 20:00 CEST            | - Kharchouch 22' (pen.), 53' (pen.) - Lamprou 39', 44' - Azarkan 49' | Reporte | - 65' Kostons  | Estadio: Van Donge & De Roo Stadion |  |

| 19 de octubre de 2022 | Go Ahead Eagles                    | 3–1     | Helmond Sport   | Deventer                  |  |
| 20:00 CEST            | - Idzes 7' - Rommens 34' - Sow 42' | Reporte | - 37' Lorentzen | Estadio: De Adelaarshorst |  |

| 19 de octubre de 2022                                | Kozakken Boys                    | 2–2 (a.e.t.) (5–4 p)                                              | Vitesse                      | Werkendam           |  |
| 20:00 CEST                                           | - Hutten 45+2' - Van Zundert 82' | Reporte                                                           | - 14' Białek - 67' Kozłowski | Estadio: De Zwaaier |  |
|                                                      |                                  | Penaltis                                                          |                              |                     |  |
| - Lommers - Altintas - Van Ingen - Stout - Ramsteijn |                                  | - Kozlowski - Tronstad - Białek - Meulensteen - Baden Frederiksen |                              |                     |  |

| 19 de octubre de 2022 | Rijnvogels | 0–3     | Cambuur                                     | Katwijk                        |  |
| 20:00 CEST            |            | Reporte | - 54' Van der Water - 71' Smit - 90+1' Balk | Estadio: Sportpark de Kooltuin |  |

| 19 de octubre de 2022 | Spakenburg                             | 2–1     | TEC                 | Spakenburg                     |  |
| 20:00 CEST            | - Werkman 51' - Van den Dam 56' (o.g.) | Reporte | - 79' (o.g.) Artien | Estadio: Sportpark De Westmaat |  |

| 19 de octubre de 2022 | USV Hercules | 0–1     | NAC Breda       | Utrecht                     |  |
| 20:00 CEST            |              | Reporte | - 90+4' Velanas | Estadio: Sportpark Voordorp |  |

| 19 de octubre de 2022 | NEC                                                  | 3–2     | Fortuna Sittard          | Nijmegen                |  |
| 21:00 CEST            | - Navarro 35' (o.g.) - El Karouani 47' - Marques 74' | Reporte | - 11' Bassett - 61' Guth | Estadio: Goffertstadion |  |

| 20 de octubre de 2022 | Sportlust '46 | 0–3     | Utrecht                                  | Woerden                      |  |
| 18:45 CEST            |               | Reporte | - 18', 70' Van de Streek - 90+3' Klaiber | Estadio: Sportpark Cromwijck |  |

| 20 de octubre de 2022 | DEM           | 1–4     | Blauw Geel '38                                                 | Beverwijk                   |  |
| 20:00 CEST            | - Daniels 45' | Reporte | - 42', 69' Van der Zanden - 52' Nasser - 57' Van de Nieuwenhof | Estadio: Sportpark Adrichem |  |

| 20 de octubre de 2022 | Dongen         | 1–2     | VVV-Venlo                    | Dongen             |  |
| 20:00 CEST            | - Avontuur 12' | Reporte | - 74' Verheijen - 90' Braken | Estadio: De Biezen |  |

| 20 de octubre de 2022 | Katwijk                     | 2–1     | DVS '33      | Katwijk                    |  |
| 20:00 CEST            | - Suleiman 4' - Freriks 28' | Reporte | - 70' De Wit | Estadio: Sportpark De Krom |  |

| 20 de octubre de 2022 | OFC Oostzaan        | 1–3     | Sparta Rotterdam                        | Oostzaan               |  |
| 20:00 CEST            | - Butter 19' (pen.) | Reporte | - 3' Eyenga-Lokilo - 82', 85' Lauritsen | Estadio: Sportpark OFC |  |

| 20 de octubre de 2022 | RKAV Volendam  | 2–4     | HV & CV Quick                                       | Volendam               |  |
| 20:00 CEST            | - Tol 44', 66' | Reporte | - 9', 54' George - 21' Van der Heiden - 75' Haddadi | Estadio: KWABO-Stadion |  |

| 20 de octubre de 2022 | HHC Hardenberg | 0–1     | PEC Zwolle    | Hardenberg          |  |
| 21:00 CEST            |                | Reporte | - 18' Vellios | Estadio: De Boshoek |  |

## Segunda Ronda
Ajax, AZ, Feyenoord, PSV y FC Twente ingresaron a esta ronda porque participan o participaron en un torneo de clubes europeos. El sorteo en el estudio de ESPN fue realizado el 22 de octubre de 2022 por Kaj Ramsteijn , jugador de Kozakken Boys . Los partidos de la segunda ronda tendrán lugar los días 10, 11 y 12 de enero de 2023.
| 10 de enero de 2023 | Twente                         | 3–1     | Telstar          | Enschede                                               |  |
| 18:45 CET           | - Rots 37', 42' - Misidjan 67' | Reporte | - 68' Oude Kotte | Estadio: De Grolsch Veste Árbitro: Sander van der Eijk |  |

| 10 de enero de 2023 | HV & CV Quick | 1–4     | De Graafschap                                         | The Hague                                                   |  |
| 20:00 CET           | - Massar 22'  | Reporte | - 2' De Jong - 18' Schouten - 34' Önal - 73' Brittijn | Estadio: Sportpark Nieuw Hanenburg Árbitro: Laurens Gerrets |  |

| 10 de enero de 2023 | Kozakken Boys   | 1–3     | ADO Den Haag                       | Werkendam                                  |  |
| 20:00 CET           | - Ramsteijn 80' | Reporte | - 31', 70' Severina - 90+8' Zwarts | Estadio: De Zwaaier Árbitro: Rob Dieperink |  |

| 10 de enero de 2023 | NAC Breda                           | 2–1 (a.e.t.) | Eindhoven | Breda                                                 |  |
| 20:00 CET           | - Herrmann 90+1' - Besselink 120+1' | Reporte      | - 1' Brym | Estadio: Rat Verlegh Stadion Árbitro: Jeroen Manschot |  |

| 10 de enero de 2023 | Sparta Rotterdam  | 1–2     | PSV Eindhoven                | Róterdam                                       |  |
| 21:00 CET           | - Verschueren 61' | Reporte | - 34' Simons - 45+1' Madueke | Estadio: Het Kastell Árbitro: Serdar Gözübüyük |  |

| 11 de enero de 2023 | Excelsior        | 1–4     | AZ                                                          | Róterdam                                                 |  |
| 18:45 CET           | - Kharchouch 32' | Reporte | - 13' Odgaard - 35' D. de Wit - 39' Karlsson - 79' Pavlidis | Estadio: Van Donge & De Roo Stadion Árbitro: Bas Nijhuis |  |

| 11 de enero de 2023 | Almere City | 0–4     | NEC                                                  | Almere                                          |  |
| 20:00 CET           |             | Reporte | - 5' Tannane - 43' Tavşan - 63' Marques - 80' Musaba | Estadio: Yanmar Stadion Árbitro: Marc Nagtegaal |  |

| 11 de enero de 2023 | SC Heerenveen                            | 2–0     | Volendam | Heerenveen                                           |  |
| 20:00 CET           | - Van Amersfoort 48' - Van Hooijdonk 74' | Reporte |          | Estadio: Abe Lenstra Stadion Árbitro: Ingmar Oostrom |  |

| 11 de enero de 2023 | De Treffers      | 1–0     | Cambuur | Groesbeek                                   |  |
| 20:00 CET           | - Den Dekker 30' | Reporte |         | Estadio: Sportpark Zuid Árbitro: Joey Kooij |  |

| 11 de enero de 2023 | VVV-Venlo                  | 2–3     | Emmen                                   | Venlo                                  |  |
| 20:00 CET           | - Huisman 58' - Venema 75' | Reporte | - 31' Vlak - 34' Diemers - 90+4' Araujo | Estadio: De Koel Árbitro: Martin Pérez |  |

| 11 de enero de 2023 | Den Bosch | 0–2     | Ajax                            | 's-Hertogenbosch                               |  |
| 21:00 CET           |           | Reporte | - 20' (pen.) Tadić - 52' Taylor | Estadio: De Vliert Árbitro: Edwin van de Graaf |  |

| 12 de enero de 2023 | Heracles Almelo | 0–1     | Go Ahead Eagles | Almelo                                            |  |
| 18:45 CET           |                 | Reporte | - 48' Lidberg   | Estadio: Erve Asito Árbitro: Jannick van der Laan |  |

| 12 de enero de 2023 | Urk | 0–3     | Katwijk                                  | Urk                                       |  |
| 20:00 CET           |     | Reporte | - 6' Freriks - 73' Van Mil - 89' Mercera | Estadio: De Vormt Árbitro: Robin Hensgens |  |

| 12 de enero de 2023 | Blauw Geel '38           | 1–3     | Utrecht                                           | Veghel                                                             |  |
| 20:00 CET           | - Van den Nieuwenhof 69' | Reporte | - 2' Van de Streek - 32' Toornstra - 42' Douvikas | Estadio: Prins Willem Alexander Sportpark Árbitro: Jochem Kamphuis |  |

| 12 de enero de 2023 | Groningen            | 2–3     | Spakenburg                                              | Groningen                                 |  |
| 20:00 CET           | - Dankerlui 77', 84' | Reporte | - 10' Koelewijn - 32' (pen.), 69' (pen.) Van der Linden | Estadio: Euroborg Árbitro: Danny Makkelie |  |

| 12 de enero de 2023 | Feyenoord                       | 3–1     | PEC Zwolle      | Róterdam                                 |  |
| 21:00 CET           | - Wieffer 29' - Danilo 34', 56' | Reporte | - 3' Medunjanin | Estadio: De Kuip Árbitro: Pol van Boekel |  |

## Cuadro de desarrollo
|  | Octavos de final          | Octavos de final          |                   |                   | Cuartos de final                    | Cuartos de final                    |  |                   | Semifinales            | Semifinales            |  |                   | Final                                            | Final                                            |  |
|  | 7 al 9 de febrero de 2023 | 7 al 9 de febrero de 2023 |                   |                   | 28 de febrero al 2 de marzo de 2023 | 28 de febrero al 2 de marzo de 2023 |  |                   | 4 y 5 de abril de 2023 | 4 y 5 de abril de 2023 |  |                   | 30 de abril de 2023 Stadion Feijenoord, Róterdam | 30 de abril de 2023 Stadion Feijenoord, Róterdam |  |
|  |                           |                           |                   |                   |                                     |                                     |  |                   |                        |                        |  |                   |                                                  |                                                  |  |
|  |                           |                           |                   |                   |                                     |                                     |  |                   |                        |                        |  |                   |                                                  |                                                  |  |
|  | AZ Alkmaar (1)            | 1                         |                   |                   |                                     |                                     |  |                   |                        |                        |  |                   |                                                  |                                                  |  |
|  | AZ Alkmaar (1)            | 1                         |                   |                   |                                     |                                     |  |                   |                        |                        |  |                   |                                                  |                                                  |  |
|  | Utrecht (1)               | 2                         |                   |                   |                                     |                                     |  |                   |                        |                        |  |                   |                                                  |                                                  |  |
|  | Utrecht (1)               | 2                         |                   | Utrecht (1)       | 1                                   |                                     |  |                   |                        |                        |  |                   |                                                  |                                                  |  |
|  |                           |                           |                   | Utrecht (1)       | 1                                   |                                     |  |                   |                        |                        |  |                   |                                                  |                                                  |  |
|  |                           |                           | SV Spakenburg (3) | 4                 |                                     |                                     |  |                   |                        |                        |  |                   |                                                  |                                                  |  |
|  | SV Spakenburg (3)         | 1 (4)                     | SV Spakenburg (3) | 4                 |                                     |                                     |  |                   |                        |                        |  |                   |                                                  |                                                  |  |
|  | SV Spakenburg (3)         | 1 (4)                     |                   |                   |                                     |                                     |  |                   |                        |                        |  |                   |                                                  |                                                  |  |
|  | VV Katwijk (3)            | 1 (1)                     |                   |                   |                                     |                                     |  |                   |                        |                        |  |                   |                                                  |                                                  |  |
|  | VV Katwijk (3)            | 1 (1)                     |                   |                   |                                     |                                     |  | SV Spakenburg (3) | 1                      |                        |  |                   |                                                  |                                                  |  |
|  |                           |                           |                   |                   |                                     |                                     |  | SV Spakenburg (3) | 1                      |                        |  |                   |                                                  |                                                  |  |
|  |                           |                           | PSV Eindhoven (1) | 2                 |                                     |                                     |  |                   |                        |                        |  |                   |                                                  |                                                  |  |
|  | PSV Eindhoven (1)         | 3                         | PSV Eindhoven (1) | 2                 |                                     |                                     |  |                   |                        |                        |  |                   |                                                  |                                                  |  |
|  | PSV Eindhoven (1)         | 3                         |                   |                   |                                     |                                     |  |                   |                        |                        |  |                   |                                                  |                                                  |  |
|  | FC Emmen (1)              | 1                         |                   |                   |                                     |                                     |  |                   |                        |                        |  |                   |                                                  |                                                  |  |
|  | FC Emmen (1)              | 1                         |                   | PSV Eindhoven (1) | 3                                   |                                     |  |                   |                        |                        |  |                   |                                                  |                                                  |  |
|  |                           |                           |                   | PSV Eindhoven (1) | 3                                   |                                     |  |                   |                        |                        |  |                   |                                                  |                                                  |  |
|  |                           |                           | ADO La Haya (2)   | 1                 |                                     |                                     |  |                   |                        |                        |  |                   |                                                  |                                                  |  |
|  | ADO La Haya (2)           | 1                         | ADO La Haya (2)   | 1                 |                                     |                                     |  |                   |                        |                        |  |                   |                                                  |                                                  |  |
|  | ADO La Haya (2)           | 1                         |                   |                   |                                     |                                     |  |                   |                        |                        |  |                   |                                                  |                                                  |  |
|  | Go Ahead Eagles (1)       | 0                         |                   |                   |                                     |                                     |  |                   |                        |                        |  |                   |                                                  |                                                  |  |
|  | Go Ahead Eagles (1)       | 0                         |                   |                   |                                     |                                     |  |                   |                        |                        |  | PSV Eindhoven (1) | 1 (3)                                            |                                                  |  |
|  |                           |                           |                   |                   |                                     |                                     |  |                   |                        |                        |  | PSV Eindhoven (1) | 1 (3)                                            |                                                  |  |
|  |                           |                           | Ajax (1)          | 1 (2)             |                                     |                                     |  |                   |                        |                        |  |                   |                                                  |                                                  |  |
|  | NAC Breda (2)             | 1                         | Ajax (1)          | 1 (2)             |                                     |                                     |  |                   |                        |                        |  |                   |                                                  |                                                  |  |
|  | NAC Breda (2)             | 1                         |                   |                   |                                     |                                     |  |                   |                        |                        |  |                   |                                                  |                                                  |  |
|  | SC Heerenveen (1)         | 2                         |                   |                   |                                     |                                     |  |                   |                        |                        |  |                   |                                                  |                                                  |  |
|  | SC Heerenveen (1)         | 2                         |                   | SC Heerenveen (1) | 0                                   |                                     |  |                   |                        |                        |  |                   |                                                  |                                                  |  |
|  |                           |                           |                   | SC Heerenveen (1) | 0                                   |                                     |  |                   |                        |                        |  |                   |                                                  |                                                  |  |
|  |                           |                           | Feyenoord (1)     | 1                 |                                     |                                     |  |                   |                        |                        |  |                   |                                                  |                                                  |  |
|  | Feyenoord (1)             | 4 (5)                     | Feyenoord (1)     | 1                 |                                     |                                     |  |                   |                        |                        |  |                   |                                                  |                                                  |  |
|  | Feyenoord (1)             | 4 (5)                     |                   |                   |                                     |                                     |  |                   |                        |                        |  |                   |                                                  |                                                  |  |
|  | NEC Nijmegen (1)          | 4 (3)                     |                   |                   |                                     |                                     |  |                   |                        |                        |  |                   |                                                  |                                                  |  |
|  | NEC Nijmegen (1)          | 4 (3)                     |                   |                   |                                     |                                     |  | Feyenoord (1)     | 1                      |                        |  |                   |                                                  |                                                  |  |
|  |                           |                           |                   |                   |                                     |                                     |  | Feyenoord (1)     | 1                      |                        |  |                   |                                                  |                                                  |  |
|  |                           |                           | Ajax (1)          | 2                 |                                     |                                     |  |                   |                        |                        |  |                   |                                                  |                                                  |  |
|  | De Graafschap (2)         | 3                         | Ajax (1)          | 2                 |                                     |                                     |  |                   |                        |                        |  |                   |                                                  |                                                  |  |
|  | De Graafschap (2)         | 3                         |                   |                   |                                     |                                     |  |                   |                        |                        |  |                   |                                                  |                                                  |  |
|  | De Treffers (3)           | 0                         |                   |                   |                                     |                                     |  |                   |                        |                        |  |                   |                                                  |                                                  |  |
|  | De Treffers (3)           | 0                         |                   | De Graafschap (2) | 0                                   |                                     |  |                   |                        |                        |  |                   |                                                  |                                                  |  |
|  |                           |                           |                   | De Graafschap (2) | 0                                   |                                     |  |                   |                        |                        |  |                   |                                                  |                                                  |  |
|  |                           |                           | Ajax (1)          | 3                 |                                     |                                     |  |                   |                        |                        |  |                   |                                                  |                                                  |  |
|  | FC Twente (1)             | 0                         | Ajax (1)          | 3                 |                                     |                                     |  |                   |                        |                        |  |                   |                                                  |                                                  |  |
|  | FC Twente (1)             | 0                         |                   |                   |                                     |                                     |  |                   |                        |                        |  |                   |                                                  |                                                  |  |
|  | Ajax (1)                  | 1                         |                   |                   |                                     |                                     |  |                   |                        |                        |  |                   |                                                  |                                                  |  |
|  | Ajax (1)                  | 1                         |                   |                   |                                     |                                     |  |                   |                        |                        |  |                   |                                                  |                                                  |  |
|  |                           |                           |                   |                   |                                     |                                     |  |                   |                        |                        |  |                   |                                                  |                                                  |  |

### Octavos de final
| 7 de febrero de 2023 | AZ             | 1–2 (a.e.t.) | Utrecht                     | Alkmaar                                                           |  |
| 18:45 CET            | - Karlsson 86' | Reporte      | - 58' Viergever - 93' Maeda | Estadio: AFAS Stadion Asistencia: 10,214 Árbitro: Jochem Kamphuis |  |

| 7 de febrero de 2023 | De Graafschap                         | 3–0     | De Treffers | Doetinchem                                                            |  |
| 20:00 CET            | - Önal 49' - Korte 57' - Benschop 77' | Reporte |             | Estadio: De Vijverberg Asistencia: 8,075 Árbitro: Sander van der Eijk |  |

| 7 de febrero de 2023 | NAC Breda   | 1–2     | SC Heerenveen              | Breda                                          |  |
| 21:00 CET            | - Boere 16' | Reporte | - 45+1', 53' Van Hooijdonk | Estadio: Rat Verlegh Stadion Árbitro: Alex Bos |  |

| 8 de febrero de 2023 | PSV Eindhoven                       | 3–1     | Emmen         | Eindhoven                                                           |  |
| 18:45 CET            | - Branthwaite 7', 14' - De Jong 76' | Reporte | - 48' Diemers | Estadio: Philips Stadion Asistencia: 29,802 Árbitro: Ingmar Oostrom |  |

| 8 de febrero de 2023                              | Spakenburg           | 1–1 (a.e.t.) (4–1 p)               | Katwijk       | Bunschoten                                                            |  |
| 20:00 CET                                         | - Van der Linden 36' | Reporte                            | - 60' Van Mil | Estadio: Sportpark De Westmaat Asistencia: 3,689 Árbitro: Bas Nijhuis |  |
|                                                   |                      | Penaltis                           |               |                                                                       |  |
| - Van der Linden - Van Lopik - Volkert - Admiraal |                      | - Freriks - Van der Meer - Schulte |               |                                                                       |  |

| 8 de febrero de 2023                          | Feyenoord                                                       | 4–4 (a.e.t.) (5–3 p)                     | NEC                                            | Róterdam                                                   |  |
| 21:00 CET                                     | - Kökçü 90' (pen.) - Paixão 90+2' - Giménez 98' - Dilrosun 116' | Reporte                                  | - 33' Verdonk - 45' Marques - 96', 118' Bruijn | Estadio: De Kuip Asistencia: 25 360 Árbitro: Rob Dieperink |  |
|                                               |                                                                 | Penaltis                                 |                                                |                                                            |  |
| - Kökçü - Giménez - Hancko - Idrissi - Paixão |                                                                 | - Cissoko - Proper - Kramer - Bronkhorst |                                                |                                                            |  |

| 9 de febrero de 2023 | Twente | 0–1     | Ajax        | Enschede                                                             |  |
| 18:45 CET            |        | Reporte | - 70' Kudus | Estadio: De Grolsch Veste Asistencia: 29 500 Árbitro: Danny Makkelie |  |

| 9 de febrero de 2023 | ADO Den Haag | 1–0     | Go Ahead Eagles | The Hague                                                              |  |
| 21:00 CET            | 70' Zwarts   | Reporte |                 | Estadio: Bingoal Stadion Asistencia: 6.625 Árbitro: Edwin van de Graaf |  |

### Cuartos de final
| 28 de febrero de 2023 | Utrecht        | 1–4     | Spakenburg                                                  | Utrecht                                                                         |  |
| 20:00 CET             | - Douvikas 64' | Reporte | - 12' Vink - 59' Admiraal - 66' Artien - 75' Van der Linden | Estadio: Stadion Galgenwaard Asistencia: 21 733 Árbitro: Martin van den Kerkhof |  |

| 1 de marzo de 2023 | SC Heerenveen | 0–1     | Feyenoord     | Heerenveen                                                              |  |
| 20:00 CET          |               | Reporte | - 80' Giménez | Estadio: Abe Lenstra Stadion Asistencia: 12 943 Árbitro: Pol van Boekel |  |

| 2 de marzo de 2023 | PSV Eindhoven                          | 3–1     | ADO Den Haag   | Eindhoven                                                        |  |
| 18:45 CET          | - Bakayoko 12' - Til 21' - Sangaré 54' | Reporte | - 56' Sellouki | Estadio: Philips Stadion Asistencia: 27 003 Árbitro: Bas Nijhuis |  |

| 2 de marzo de 2023 | De Graafschap | 0–3     | Ajax                                       | Doetinchem                                                         |  |
| 21:00 CET          |               | Reporte | - 12' Sánchez - 26' Bergwijn - 78' Brobbey | Estadio: De Vijverberg Asistencia: 12 500 Árbitro: Allard Lindhout |  |

### Semifinales
| 4 de abril de 2023 | Spakenburg         | 1–2     | PSV Eindhoven                                   | Spakenburg                                                                |  |
| 20:00 CEST         | - 59' Dwayne Green | Reporte | - 43' Érick Gutiérrez - 46' Patrick van Aanholt | Estadio: Sportpark De Westmaat Asistencia: 6 000 Árbitro: Jeroen Manschot |  |

| 5 de abril de 2023 | Feyenoord                | 1–2     | Ajax                                  | Róterdam                                                     |  |
| 20:00 CEST         | - 45+2' Santiago Giménez | Reporte | - 14' Dušan Tadić - 51' Davy Klaassen | Estadio: De Kuip Asistencia: 47 500 Árbitro: Allard Lindhout |  |

### Final
La final la disputaron los 2 ganadores de las semifinales y se jugó el 30 de abril de 2023 en el Stadion Feijenoord en Róterdam.
| 12    | Guardameta     | Gerónimo Rulli     |      |
| 19    | Defensa        | Jorge Sánchez      | 45'  |
| 2     | Defensa        | Jurriën Timber     |      |
| 4     | Defensa        | Edson Álvarez      |      |
| 57    | Defensa        | Jorrel Hato        | 75'  |
| 21    | Centrocampista | Florian Grillitsch | 68'  |
| 6     | Centrocampista | Davy Klaassen      | 116' |
| 23    | Centrocampista | Steven Berghuis    | 75'  |
| 10    | Centrocampista | Dušan Tadić        |      |
| 7     | Centrocampista | Steven Berghuis    | 116' |
| 9     | Delantero      | Brian Brobbey      |      |
| D. T. | D. T.          | John Heitinga      |      |

| 16    | POR   | Joël Drommel        |      |
| 3     | DEF   | Jordan Teze         | 76'  |
| 5     | DEF   | André Ramalho       |      |
| 22    | DEF   | Jarrad Branthwaite  |      |
| 30    | DEF   | Patrick van Aanholt |      |
| 27    | MED   | Johan Bakayoko      | 59'  |
| 23    | MED   | Joey Veerman        |      |
| 6     | MED   | Ibrahim Sangaré     |      |
| 7     | MED   | Xavi Simons         | 98'  |
| 9     | DEL   | Luuk de Jong        | 105' |
| 20    | DEL   | Guus Til            | 59'  |
| D. T. | D. T. | Ruud van Nistelrooy |      |

| 15 | Defensa        | Devyne Rensch       | 45'  |
| 3  | Defensa        | Calvin Bassey       | 68'  |
| 5  | Defensa        | Owen Wijndal        | 75'  |
| 35 | Delantero      | Francisco Conceição | 75'  |
| 41 | Centrocampista | Silvano Vos         | 116' |
| 39 | Delantero      | Mika Godts          | 116' |

| 11 | Delantero      | Thorgan Hazard  | 59'  |
| 21 | Delantero      | Anwar El Ghazi  | 59'  |
| 29 | Defensa        | Phillipp Mwene  | 76'  |
| 15 | Centrocampista | Érick Gutiérrez | 98'  |
| 10 | Delantero      | Fábio Silva     | 105' |

| 42' (a.g.) | Jarrad Branthwaite | 1:0 |

| 67' | Thorgan Hazard | 1:1 |

| Acierto de penal · Fallo de penal · Fallo de penal · Acierto de penal · Fallo de penal | Dušan Tadić Brian Brobbey Jurriën Timber Mika Godts Edson Álvarez | 1:0 1:1 2:1 2:2 |

| Acierto de penal · Fallo de penal · Fallo de penal · Acierto de penal · Acierto de penal | Thorgan Hazard André Ramalho Ibrahim Sangaré Anwar El Ghazi Fábio Silva | 1:1 2:2 2:3 |

| 30' · 37' · 45' · 60' · 95' | Jorge Sánchez Edson Álvarez Steven Bergwijn Devyne Rensch Owen Wijndal |

| 43' · 45' · 79' · 90+2' · 92' · 120+1' | Luuk de Jong Jordan Teze André Ramalho Anwar El Ghazi Xavi Simons Patrick van Aanholt |

| Principal  | Dennis Higler   |
| Asistentes | J. van Zuilen   |
|            | Mario Diks      |
| Cuarto     | S. van der Eijk |
| Quinto     | Bandera de ?    |

| VAR            | R. Dieperink |
| Asistentes VAR | Bandera de ? |
|                | Bandera de ? |

| 12    | Guardameta     | Gerónimo Rulli     |      |
| 19    | Defensa        | Jorge Sánchez      | 45'  |
| 2     | Defensa        | Jurriën Timber     |      |
| 4     | Defensa        | Edson Álvarez      |      |
| 57    | Defensa        | Jorrel Hato        | 75'  |
| 21    | Centrocampista | Florian Grillitsch | 68'  |
| 6     | Centrocampista | Davy Klaassen      | 116' |
| 23    | Centrocampista | Steven Berghuis    | 75'  |
| 10    | Centrocampista | Dušan Tadić        |      |
| 7     | Centrocampista | Steven Berghuis    | 116' |
| 9     | Delantero      | Brian Brobbey      |      |
| D. T. | D. T.          | John Heitinga      |      |

| 16    | POR   | Joël Drommel        |      |
| 3     | DEF   | Jordan Teze         | 76'  |
| 5     | DEF   | André Ramalho       |      |
| 22    | DEF   | Jarrad Branthwaite  |      |
| 30    | DEF   | Patrick van Aanholt |      |
| 27    | MED   | Johan Bakayoko      | 59'  |
| 23    | MED   | Joey Veerman        |      |
| 6     | MED   | Ibrahim Sangaré     |      |
| 7     | MED   | Xavi Simons         | 98'  |
| 9     | DEL   | Luuk de Jong        | 105' |
| 20    | DEL   | Guus Til            | 59'  |
| D. T. | D. T. | Ruud van Nistelrooy |      |

| 15 | Defensa        | Devyne Rensch       | 45'  |
| 3  | Defensa        | Calvin Bassey       | 68'  |
| 5  | Defensa        | Owen Wijndal        | 75'  |
| 35 | Delantero      | Francisco Conceição | 75'  |
| 41 | Centrocampista | Silvano Vos         | 116' |
| 39 | Delantero      | Mika Godts          | 116' |

| 11 | Delantero      | Thorgan Hazard  | 59'  |
| 21 | Delantero      | Anwar El Ghazi  | 59'  |
| 29 | Defensa        | Phillipp Mwene  | 76'  |
| 15 | Centrocampista | Érick Gutiérrez | 98'  |
| 10 | Delantero      | Fábio Silva     | 105' |

| 42' (a.g.) | Jarrad Branthwaite | 1:0 |

| 67' | Thorgan Hazard | 1:1 |

| Acierto de penal · Fallo de penal · Fallo de penal · Acierto de penal · Fallo de penal | Dušan Tadić Brian Brobbey Jurriën Timber Mika Godts Edson Álvarez | 1:0 1:1 2:1 2:2 |

| Acierto de penal · Fallo de penal · Fallo de penal · Acierto de penal · Acierto de penal | Thorgan Hazard André Ramalho Ibrahim Sangaré Anwar El Ghazi Fábio Silva | 1:1 2:2 2:3 |

| 30' · 37' · 45' · 60' · 95' | Jorge Sánchez Edson Álvarez Steven Bergwijn Devyne Rensch Owen Wijndal |

| 43' · 45' · 79' · 90+2' · 92' · 120+1' | Luuk de Jong Jordan Teze André Ramalho Anwar El Ghazi Xavi Simons Patrick van Aanholt |

| Principal  | Dennis Higler   |
| Asistentes | J. van Zuilen   |
|            | Mario Diks      |
| Cuarto     | S. van der Eijk |
| Quinto     | Bandera de ?    |

| VAR            | R. Dieperink |
| Asistentes VAR | Bandera de ? |
|                | Bandera de ? |

| 12    | Guardameta     | Gerónimo Rulli     |      |
| 19    | Defensa        | Jorge Sánchez      | 45'  |
| 2     | Defensa        | Jurriën Timber     |      |
| 4     | Defensa        | Edson Álvarez      |      |
| 57    | Defensa        | Jorrel Hato        | 75'  |
| 21    | Centrocampista | Florian Grillitsch | 68'  |
| 6     | Centrocampista | Davy Klaassen      | 116' |
| 23    | Centrocampista | Steven Berghuis    | 75'  |
| 10    | Centrocampista | Dušan Tadić        |      |
| 7     | Centrocampista | Steven Berghuis    | 116' |
| 9     | Delantero      | Brian Brobbey      |      |
| D. T. | D. T.          | John Heitinga      |      |

| 16    | POR   | Joël Drommel        |      |
| 3     | DEF   | Jordan Teze         | 76'  |
| 5     | DEF   | André Ramalho       |      |
| 22    | DEF   | Jarrad Branthwaite  |      |
| 30    | DEF   | Patrick van Aanholt |      |
| 27    | MED   | Johan Bakayoko      | 59'  |
| 23    | MED   | Joey Veerman        |      |
| 6     | MED   | Ibrahim Sangaré     |      |
| 7     | MED   | Xavi Simons         | 98'  |
| 9     | DEL   | Luuk de Jong        | 105' |
| 20    | DEL   | Guus Til            | 59'  |
| D. T. | D. T. | Ruud van Nistelrooy |      |

| 15 | Defensa        | Devyne Rensch       | 45'  |
| 3  | Defensa        | Calvin Bassey       | 68'  |
| 5  | Defensa        | Owen Wijndal        | 75'  |
| 35 | Delantero      | Francisco Conceição | 75'  |
| 41 | Centrocampista | Silvano Vos         | 116' |
| 39 | Delantero      | Mika Godts          | 116' |

| 11 | Delantero      | Thorgan Hazard  | 59'  |
| 21 | Delantero      | Anwar El Ghazi  | 59'  |
| 29 | Defensa        | Phillipp Mwene  | 76'  |
| 15 | Centrocampista | Érick Gutiérrez | 98'  |
| 10 | Delantero      | Fábio Silva     | 105' |

| 42' (a.g.) | Jarrad Branthwaite | 1:0 |

| 67' | Thorgan Hazard | 1:1 |

| Acierto de penal · Fallo de penal · Fallo de penal · Acierto de penal · Fallo de penal | Dušan Tadić Brian Brobbey Jurriën Timber Mika Godts Edson Álvarez | 1:0 1:1 2:1 2:2 |

| Acierto de penal · Fallo de penal · Fallo de penal · Acierto de penal · Acierto de penal | Thorgan Hazard André Ramalho Ibrahim Sangaré Anwar El Ghazi Fábio Silva | 1:1 2:2 2:3 |

| 30' · 37' · 45' · 60' · 95' | Jorge Sánchez Edson Álvarez Steven Bergwijn Devyne Rensch Owen Wijndal |

| 43' · 45' · 79' · 90+2' · 92' · 120+1' | Luuk de Jong Jordan Teze André Ramalho Anwar El Ghazi Xavi Simons Patrick van Aanholt |

| Principal  | Dennis Higler   |
| Asistentes | J. van Zuilen   |
|            | Mario Diks      |
| Cuarto     | S. van der Eijk |
| Quinto     | Bandera de ?    |

| VAR            | R. Dieperink |
| Asistentes VAR | Bandera de ? |
|                | Bandera de ? |

| 12    | Guardameta     | Gerónimo Rulli     |      |
| 19    | Defensa        | Jorge Sánchez      | 45'  |
| 2     | Defensa        | Jurriën Timber     |      |
| 4     | Defensa        | Edson Álvarez      |      |
| 57    | Defensa        | Jorrel Hato        | 75'  |
| 21    | Centrocampista | Florian Grillitsch | 68'  |
| 6     | Centrocampista | Davy Klaassen      | 116' |
| 23    | Centrocampista | Steven Berghuis    | 75'  |
| 10    | Centrocampista | Dušan Tadić        |      |
| 7     | Centrocampista | Steven Berghuis    | 116' |
| 9     | Delantero      | Brian Brobbey      |      |
| D. T. | D. T.          | John Heitinga      |      |

| 16    | POR   | Joël Drommel        |      |
| 3     | DEF   | Jordan Teze         | 76'  |
| 5     | DEF   | André Ramalho       |      |
| 22    | DEF   | Jarrad Branthwaite  |      |
| 30    | DEF   | Patrick van Aanholt |      |
| 27    | MED   | Johan Bakayoko      | 59'  |
| 23    | MED   | Joey Veerman        |      |
| 6     | MED   | Ibrahim Sangaré     |      |
| 7     | MED   | Xavi Simons         | 98'  |
| 9     | DEL   | Luuk de Jong        | 105' |
| 20    | DEL   | Guus Til            | 59'  |
| D. T. | D. T. | Ruud van Nistelrooy |      |

| 15 | Defensa        | Devyne Rensch       | 45'  |
| 3  | Defensa        | Calvin Bassey       | 68'  |
| 5  | Defensa        | Owen Wijndal        | 75'  |
| 35 | Delantero      | Francisco Conceição | 75'  |
| 41 | Centrocampista | Silvano Vos         | 116' |
| 39 | Delantero      | Mika Godts          | 116' |

| 11 | Delantero      | Thorgan Hazard  | 59'  |
| 21 | Delantero      | Anwar El Ghazi  | 59'  |
| 29 | Defensa        | Phillipp Mwene  | 76'  |
| 15 | Centrocampista | Érick Gutiérrez | 98'  |
| 10 | Delantero      | Fábio Silva     | 105' |

| 42' (a.g.) | Jarrad Branthwaite | 1:0 |

| 67' | Thorgan Hazard | 1:1 |

| Acierto de penal · Fallo de penal · Fallo de penal · Acierto de penal · Fallo de penal | Dušan Tadić Brian Brobbey Jurriën Timber Mika Godts Edson Álvarez | 1:0 1:1 2:1 2:2 |

| Acierto de penal · Fallo de penal · Fallo de penal · Acierto de penal · Acierto de penal | Thorgan Hazard André Ramalho Ibrahim Sangaré Anwar El Ghazi Fábio Silva | 1:1 2:2 2:3 |

| 30' · 37' · 45' · 60' · 95' | Jorge Sánchez Edson Álvarez Steven Bergwijn Devyne Rensch Owen Wijndal |

| 43' · 45' · 79' · 90+2' · 92' · 120+1' | Luuk de Jong Jordan Teze André Ramalho Anwar El Ghazi Xavi Simons Patrick van Aanholt |

| Principal  | Dennis Higler   |
| Asistentes | J. van Zuilen   |
|            | Mario Diks      |
| Cuarto     | S. van der Eijk |
| Quinto     | Bandera de ?    |

| VAR            | R. Dieperink |
| Asistentes VAR | Bandera de ? |
|                | Bandera de ? |

|                                  |
| Campeón PSV Eindhoven 11° título |

## Máximos goleadores
| Posición | Jugador               | Club              | Goles |
| -------- | --------------------- | ----------------- | ----- |
| 1        | Floris van der Linden | Spakenburg        | 5     |
| 2        | Niels Butter          | Oostzaan          | 4     |
| 2        | Nabil Haddadi         | H.V. & C.V. Quick | 4     |